# كولن مارشال
كولن مارشال (بالإنجليزية: Colin Marshall)‏ (مواليد 25 أكتوبر 1984)، هو لاعب كرة قدم كان يلعب كلاعب وسط.

## وصلات خارجية
- كولن مارشال على موقع رابطة كرة القدم اليابانية للمحترفين (اليابانية)
- كولن مارشال على موقع قاعدة بيانات كرة القدم.إي يو (الإنجليزية)
- كولن مارشال على موقع Soccerbase.com (لاعب) (الإنجليزية)
- كولن مارشال على موقع Soccerway.com (الإنجليزية)
- كولن مارشال على موقع عالم كرة القدم.نت (الإنجليزية)